# Orchomenella (Orchomenopsis) zschaui
Orchomenella (Orchomenopsis) zschaui is een vlokreeftensoort uit de familie van de Lysianassidae. De wetenschappelijke naam van de soort is voor het eerst geldig gepubliceerd in 1888 door Pfeffer.